# Енді Данлоп
Ендрю То́мас Да́нлоп (англ. Andrew Thomas Dunlop) — шотландський музикант, вокаліст, в даний момент ведучий гітарист британського рок-гурту з Шотландії Travis.

## Біография
Ендрю Данлоп народився 16 березня 1972 року в Глазго, Шотландія та виріс в невеликому містечку Лінзі (англ. Lenzie) в 15 милях північніше Глазго. В дитинстві навчався грі на фортепіано, а пізніше і на гітарі, брав участь в шкільному музичному гурті. Ще в дитинстві захопився рок-музикою, слухав «AC/DC», а пізніше зацікавився музикою Джоні Мітчелл. Був ініціатором створення гурту Travis в 1990 році, яка з самого початку виступала під іменем Family. Успіх гурту протягом десятирічної кар'єри Ендрю пояснює дружбою між музикантами.
Одружений, виховує сина.